# Safata (bàsquet)
Una safata en bàsquet (layup en anglès, i internacionalment) és un intent de tir de dos punts fet saltant des de baix, posant la pilota a prop de la cistella i fent servir una mà per fer-la rebotar des del tauler i cap a la cistella. El moviment i el fet que sigui tirat amb una mà el distingeixen d'un tir de salt. La safata es considera el tir més bàsic del bàsquet. Quan fa una safata, el jugador aixeca el peu exterior, o el peu lluny de la cistella.
Una safata sense defensa sol tenir un percentatge molt alt d'encert. La principal dificultat és apropar-se a l'anella i evitar els bloquejos dels defensors més alts que solen estar a prop de la cistella. Les estratègies habituals del layup són crear espais, alliberar la pilota des d'un lloc diferent o utilitzar mans alternatives. Un jugador capaç d'arribar per sobre de la vora de la cistella podria optar per realitzar una esmaixada, més espectacular i de més alt percentatge d'encert (caiguda o llançant la pilota des de la vora).

## Versions

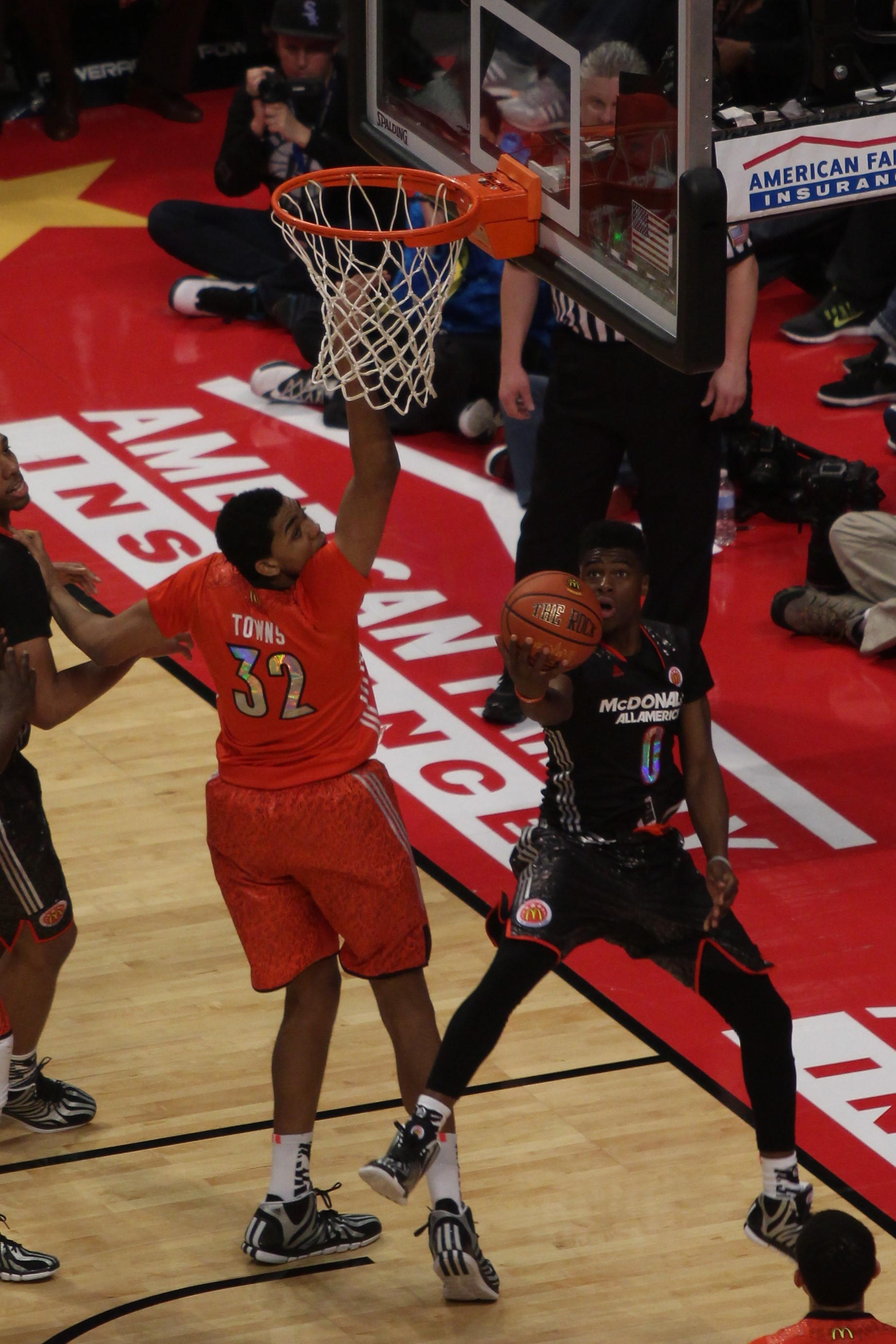
Emmanuel Mudiay fa una safata inversa al McDonald's All-American Boys Game del 2014

A mesura que el joc del bàsquet ha evolucionat al llarg dels anys, també ho ha fet la safata. Avui hi ha diverses versions diferents del layup. Els layups es poden classificar a grans trets en dos tipus: per sota l'aixella i per sobre el braç. El de sota l'aixella (underarm layup) consisteix a utilitzar la major part del canell i els dits per "dipositar" o "posar en safata" (lay en anglès, i d’aquí el seu nom) la pilota a la xarxa o fora del tauler. Aquesta mena de safata es coneix més comunament com de dits rodants (o finger roll). Wilt Chamberlain va ser un dels primers practicants d'un vistós finger roll. Alguns jugadors destacats de l'NBA que depenen molt del finger roll sota l'aixella són Mike Bibby i Allen Iverson.
Els finger roll avui tenen moltes formes, inclosa la "Volta al món", que implica un cercle complet al voltant del jugador abans de la safata i una varietat de simulacions en l'aproximació a l'anella. Un exemple clàssic és una jugada de Jason Williams durant la seva etapa amb Sacramento, en la qual Williams va portar la pilota a l'esquena amb la mà dreta, en una finta de passada enrere, i després la va tornar al davant amb la mateixa mà per acabar la jugada, recordant jugades de Bob Cousy, que va ser un pioner d'aquesta jugada.
L'altra mena de safata és el tir per sobre el braç (overhand layup), semblant a un tir de salt però des d'una distància molt propera a l'anella. Les overhand layups comporten gairebé sempre un rebot al tauler. Jugadors com Scottie Pippen i Karl Malone han fet servir aquest moviment amb gran efecte.
La safata inversa (reverse layup) és un tipus de layup que s'utilitza sovint per evadir un blocatge. Es distingeix pel fet que la pilota es llança cap enrere, amb el tirador mirant cap a l'altra banda de la cistella. Sovint s'utilitza durant un atac de base, on el jugador atacant comença per un costat de la cistella i acaba per l'altre, o quan un defensor es concentra a defensar un costat de la vora per tallar una safata convencional. De tant en tant un jugador es quedarà al mateix costat de l'anella, d'esquenes a la cistella, i dispararà una safata inversa. Aquesta tàctica va ser utilitzada de vegades per Michael Jordan per marcar d'esquena a la cistella contra defensors més alts que ell.
És habitual que els jugadors creïn espai per a una safata fent ús dels dos passos permesos abans de l'intent de tir. Existeixen variacions i improvisacions, però la forma més comuna és l'Euro-Step, anomenat així perquè va ser introduït a l'NBA per jugadors europeus. Ha estat adoptat principalment per defenses i davanters, ja que depèn molt de l'agilitat i el joc de peus per esquivar defensors més grans, tot i que s'ha vist que jugadors més grans com Joel Embiid també l'utilitzen. L'Euro-Step en si consisteix a recollir el regateig d'un mentre regateja, fer un pas en una direcció i després fer un pas ràpidament en l'altra direcció per evitar que el defensor creï espai per a un intent de bandeja. Per fer un ús eficient del moviment, el millor és driblar de manera agressiva i després fer dues passes llargues en diferents direccions alhora que es porta la pilota per sobre del cap en la direcció en què es trepitja per obtenir la màxima evasió i protecció, i potencialment provocar una falta.